# Federation of European Microbiological Societies
La Federación Europea de Sociedades de Microbiología (en inglés, Federation of European Microbiological Societies, FEMS) es una organización científica europea internacional, formada por la unión de varias organizaciones nacionales; actualmente la conforman 54 miembros, provenientes de 38 países europeos, regulares y provisionales. Sus miembros pueden solicitar becas, subvenciones y/o apoyo para la organización de conferencias y reuniones.  La FEMS facilita el intercambio de conocimientos científicos a todos los microbiólogos en Europa y en todo el mundo mediante la publicación de cinco revistas de microbiología y la organización de un congreso bienal para microbiólogos a nivel mundial (FEMS Congress en junio de 2019). También inicia campañas como la Academia Europea de Microbiología (en inglés European Academy of Microbiology, EAM)
Desde 1977, es el patrocinador de FEMS Microbiology Letters, una revista única, que posteriormente fue seguida por 4 revistas más:
- FEMS Microbiology Letters

- FEMS Microbiology Reviews

- Pathogens and Disease a journal preceded by FEMS Immunology and Medical Microbiology

- FEMS Microbiology Ecology

- FEMS Yeast Research

Originalmente publicado para la Sociedad por Elsevier, posteriormente por Wiley-Blackwell, ahora son publicados por Oxford Prensa Universitaria.

## Enlaces
- Federation website
- FEMS Congress en junio de 2019

- European Academy of Microbiology website

- Pathogens and Disease journal website (enlace roto disponible en Internet Archive; véase el historial, la primera versión y la última).

- FEMS Microbiology Ecology journal website (enlace roto disponible en Internet Archive; véase el historial, la primera versión y la última).

- FEMS Microbiology Letters journal website (enlace roto disponible en Internet Archive; véase el historial, la primera versión y la última).

- FEMS Microbiology Reviews journal website (enlace roto disponible en Internet Archive; véase el historial, la primera versión y la última).

- FEMS Yeast Research journal website (enlace roto disponible en Internet Archive; véase el historial, la primera versión y la última).

- Datos: Q1400262